# Leersia tisserantii
Leersia tisserantii là một loài thực vật có hoa trong họ Hòa thảo. Loài này được (A.Chev.) Launert mô tả khoa học đầu tiên năm 1965.